# Yana Timina
Yana Vjatsjeslavovna Timina (Russisch: Яна Вячеславовна Тимина) (Moskou, 15 mei 1975) is een in Rusland geboren tafeltennisster met de Nederlandse nationaliteit. Ze is de jongere zus van de eveneens tot Nederlandse genaturaliseerde tafeltennisster Jelena Timina. Op 7 maart 2009 werd ze samen met Frank Rengenhart Nederlands kampioen gemengd dubbelspel, nadat ze in 2005 nog de finales van zowel het NK enkel-, dubbel- als gemengd dubbelspel verloor. Een dag later volgde haar tweede Nederlandse titel, toen ze samen met Ana Gogorita de finale van het vrouwendubbelspel won.

## Sportieve loopbaan
Timina speelde in 2009 evenals in 2005 drie finales op het NK. Hoewel ze ditmaal twee titels pakte, was ze in de finale van het enkelspel voor de tweede keer kansloos tegen Li Jiao (0-4). Timina werd landskampioen in de Nederlandse eredivisie in 2003, 2004 (met DOV Klaverlelie), 2005 en 2006 (met Fürst Manderveld). Vervolgens verkaste ze in diezelfde eredivisie naar NAK/Den Helder, waarmee ze in 2008 de finale om het landskampioenschap verloor van haar oude club Fürst.
Timina speelt behalve competitie sinds 2003 individuele internationale toernooien in het kader van de ITTF Pro Tour. In 2006 won ze het Vlaams Internationaal Open. Ze studeerde in Rusland zes jaar journalistiek voordat ze naar Nederland kwam.
Timina schreef zich in 2006 via de Russische tafeltennisbond in voor de Open Luxemburgse kampioenschappen. Dit kwam haar op een sanctie van de ITTF te staan die bepaalde dat ze drie jaar lang geen wedstrijden voor Nederland mocht spelen, aangezien het op dat moment niet was toegestaan om binnen die periode voor twee verschillende landen te spelen. Sinds 15 april 2009 is ze weer speelgerechtigd voor Oranje.

## Erelijst
- Nederlands landskampioen 2003, 2004 (met DOV Klaverlelie), 2005 en 2006 (met Fürst Manderveld)
- Winnares Vlaams Internationaal Open 2006
- Winnares Open Luxemburgse kampioenschappen 2009
- Nederlands kampioen dubbelspel 2009 (samen met Ana Gogorita) en 2016 (met Tanja Helle)
- Nederlands kampioen gemengd dubbelspel 2009 (samen met Frank Rengenhart) en 2016 (met Nathan van der Lee)
- Tweede plaats NK 2005 in enkel-, dubbel- en gemengd dubbel-toernooi, tweede plaats enkelspel in 2010
- Halve finale Russisch kampioenschap 2000

- Hoogste positie op de ITTF-wereldranglijst: 102e (in februari 2009)